# Свендзенєєвиці
Свендзенєєвиці (пол. Swędzieniejewice) — село в Польщі, у гміні Заполиці Здунськовольського повіту Лодзинського воєводства.
Населення — 291 особа (2011).
У 1975-1998 роках село належало до Серадзького воєводства.

## Демографія
Демографічна структура станом на 31 березня 2011 року:
|          | Загалом | Допрацездатний вік | Працездатний вік | Постпрацездатний вік |
| -------- | ------- | ------------------ | ---------------- | -------------------- |
| Чоловіки | 145     | 30                 | 104              | 11                   |
| Жінки    | 146     | 31                 | 83               | 32                   |
| Разом    | 291     | 61                 | 187              | 43                   |